# Torsten Fenslau
Torsten Fenslau, född 23 april 1964, död 6 november 1993,  var en tysk discjockey och musikproducent, och kan karakteriseras som en viktig pionjär i det tidiga Sound of Frankfurt.

## Karriär
Från 1982 till 1993 arbetade Fenslau som DJ på nattklubben Dorian Gray i Frankfurt, Tyskland. Han var värd för två radioprogram på Hessischer Rundfunk i Frankfurt fram till sin död.
1988 släppte han sin första låt, "The Dream", genom gruppen Out of the Ordinary, som inkluderade utdrag från "I Have a Dream"-talet som hölls av Martin Luther King Jr..
Han grundade sitt eget bolag, Abfahrt Records, genom vilket han släppte grupper som Culture Beat, Die Schwarze Zone och Heute ist ein guter Tag zu sterben .
Hans största kommersiella framgång kom då han grundade gruppen Culture Beat 1989. Deras låt Mr Vain från 1993 toppade listorna i flera veckor i många europeiska länder och fick internationell framgång.

## Död
Den 6 november 1993 körde Fenslau bil nära Messel, Tyskland. Han sladdade av vägen och kastades ut ur bilen. Han dog av inre skador på sjukhus.